# 熊猫小太阳
《熊猫小太阳》是一部於1993年上映的电影，由杨立国执导，金铭等人出演，该电影主要讲述的是一个小孩在熊猫保护区所发生的故事。

## 内容简介
少年运动员因为伤病于是来到了母亲所在的动物园中度过了一段时间，虽然她最初并不喜欢这里，但是在经历了与朋友们的相处，和与偷猎人斗智斗勇的事情下，逐渐的爱上了这里。

## 演員
- 金铭
- 徐乐眉
- 李淑桢
- 曹健

## 外部連結
- 豆瓣电影上《熊猫小太阳》的資料 （简体中文）
- 互联网电影数据库（IMDb）上《熊猫小太阳》的资料（英文）
- CCTV链接